# Chałupki (powiat kielecki)
Chałupki – wieś w Polsce położona w województwie świętokrzyskim, w powiecie kieleckim, w gminie Morawica.
| SIMC    | Nazwa            | Rodzaj     |
| ------- | ---------------- | ---------- |
| 0991864 | Ciosówka         | przysiółek |
| 0253994 | Kolonia          | kolonia    |
| 0254002 | Poręba Morawicka | część wsi  |
| 0254019 | Stara Wieś       | część wsi  |

W latach 1975–1998 miejscowość administracyjnie należała do województwa kieleckiego.

## Ośrodek Tradycji Garncarstwa
W Chałupkach funkcjonuje muzeum garncarstwa. W przeszłości wieś była znanym ośrodkiem tego rzemiosła. W 1935 r. było tu aż 69 warsztatów. W muzeum można obejrzeć wyroby miejscowych mistrzów garncarskich: naczynia oraz ceramikę figuralną. Znajduje się tu także dwukomorowy piec garncarski oraz inne narzędzia wykorzystywane w procesie produkcji. Muzeum powstało w 1998 r. pod nazwą Ośrodka Tradycji Garncarstwa.